# Agave victoriae-reginae

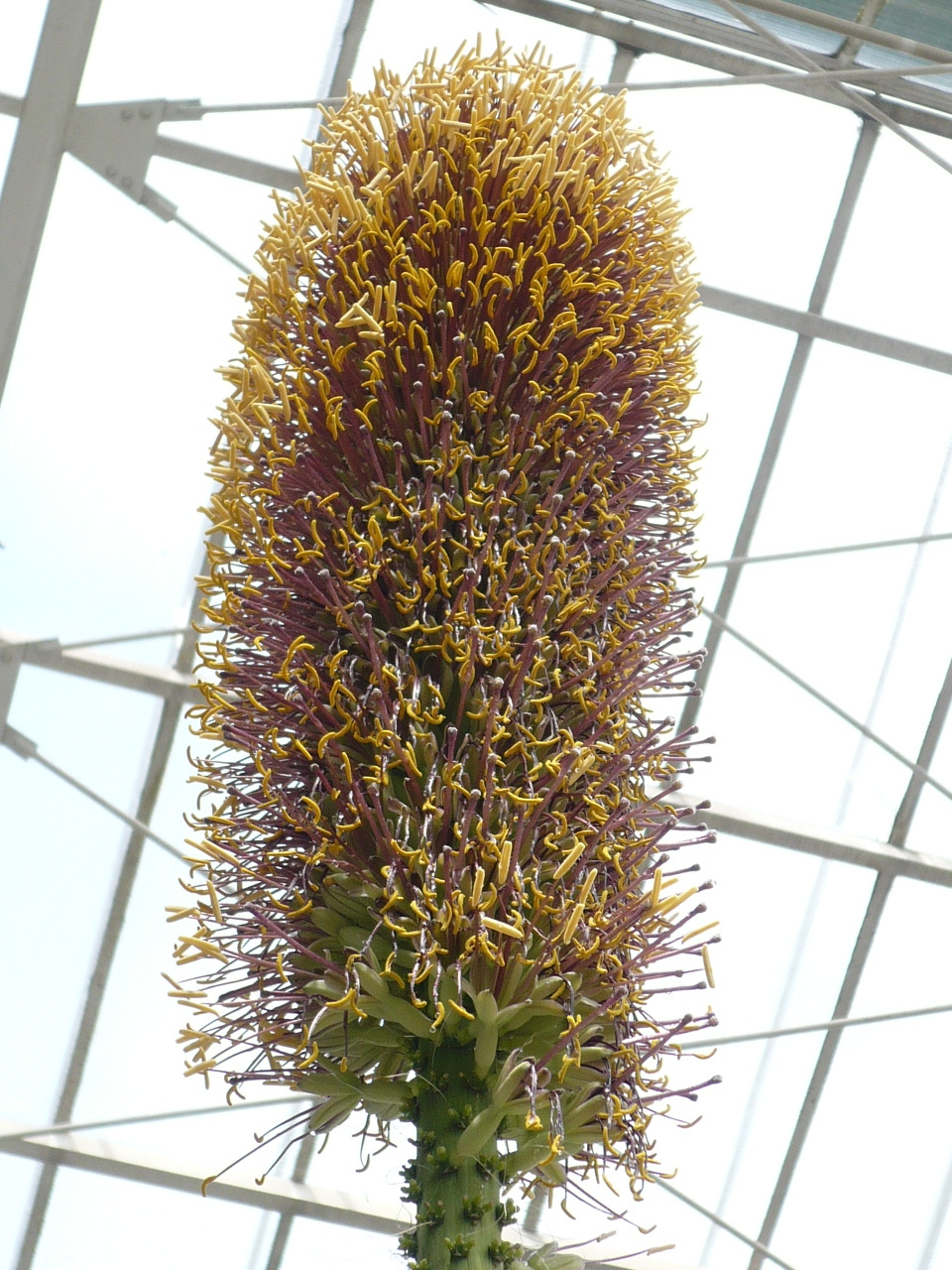
Ausschnitt aus dem Blütenstand

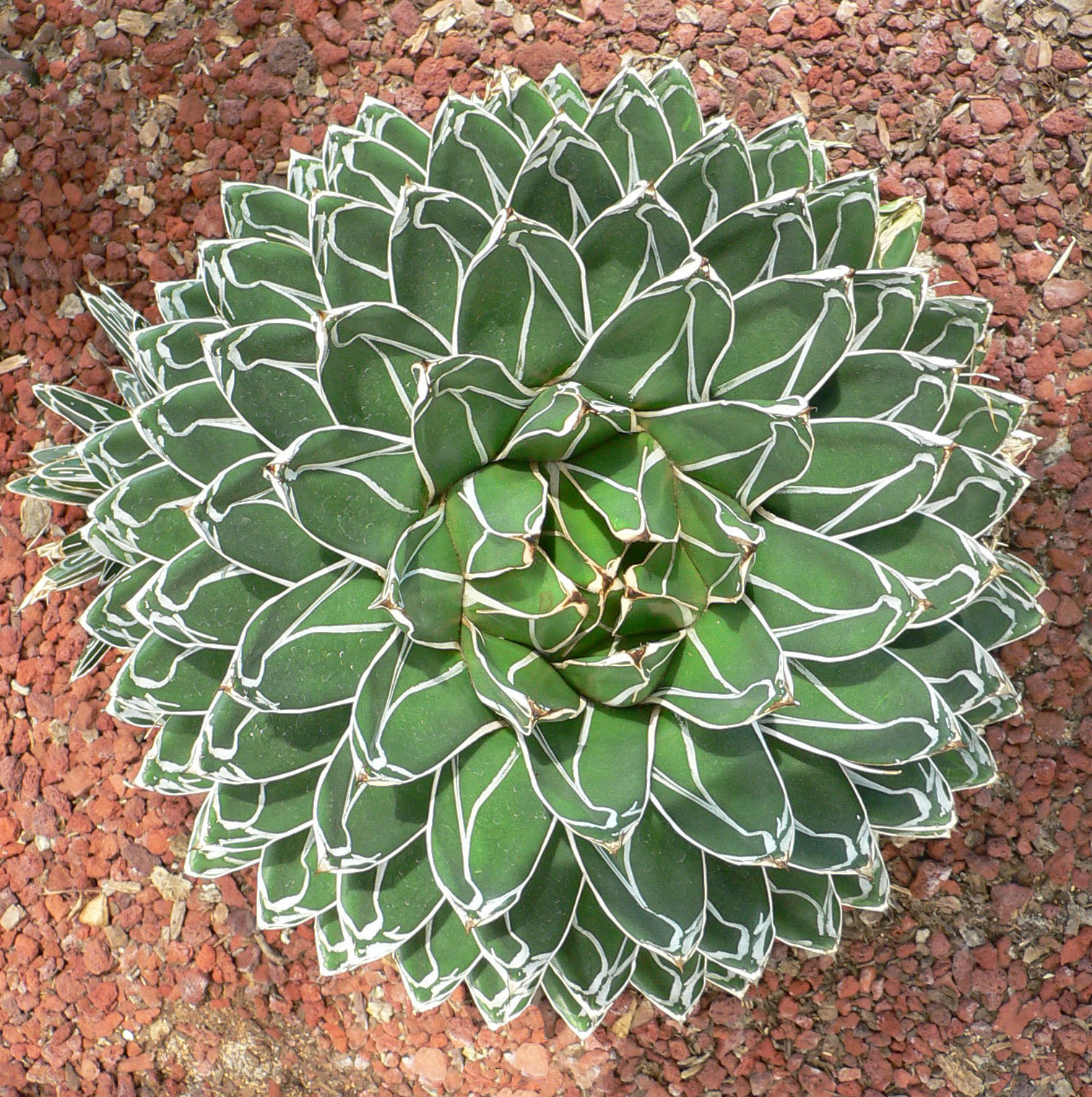
Blattrosette in Aufsicht

Agave victoriae-reginae ist eine Pflanzenart aus der Gattung der Agaven (Agave). Das Artepitheton victoriae-reginae ehrt die britische Königin Victoria. Englische Trivialnamen sind „Royal Agave“ und „Queen Victoria Agave“.

## Beschreibung
Agave victoriae-reginae ist sehr variabel und wächst einzeln, mit Ablegern oder vielköpfig. Die kompakte, kleine Blattrosette ist stammlos oder bildet in Kultur einen kurzen Stamm. Die kurzen, dicken, starren, linealisch bis eiförmigen Laubblätter sind in der Regel eng ziegelförmig angeordnet. Ihre Spitze ist gerundet. Die Blattunterseite ist gerundet bis scharf gekielt, die Oberseite ist flach bis konkav. Die grüne Blattspreite ist 15 bis 20 (selten bis 25) Zentimeter lang und 4 bis 6 Zentimeter breit. Sie ist mit auffälligen weißen Strichen gezeichnet. Die 2 bis 5 Millimeter breiten, weiß hornigen Blattränder laufen bis zur Blattbasis durch. Randzähne sind normalerweise nicht vorhanden. Die ein oder drei schwarzen, dreikantig-konischen, pfriemlichen Enddornen sind an ihrer Basis sehr breit. Sie weisen eine Länge von 1,5 bis 3 Zentimeter auf.
Der aufrechte, in der oberen Hälfte dichtblütige, „ährige“ Blütenstand erreicht eine Höhe von 3 bis 5 Meter. Die Teilblütenstände tragen zwei bis drei 40 bis 46 Millimeter lange Blüten, deren kräftiger, gabeliger Blütenstiel 40 bis 46 Millimeter lang ist. Der dick spindelförmige, kurzhalsige Fruchtknoten ist 18 bis 24 Millimeter lang. Die unterschiedlich gefärbten Perigonblätter sind häufig rot oder purpurfarben überhaucht. Die seichte, trichterförmige Blütenröhre weist eine Länge von 3 Millimeter auf. Ihre mehr oder weniger gleichen Zipfel sind 18 bis 20 Millimeter lang.
Die Chromosomenzahl beträgt 2n = 60, 120.

## Systematik und Verbreitung
Agave victoriae-reginae ist im Nordosten von Durango, in Zentral-Nuevo León und im Süden von Coahuila in der Chihuahua-Wüste im Norden Mexikos endemisch verbreitet und wächst dort auf kalkigem, oft felsigem Untergrund.
Die Erstbeschreibung durch Thomas Moore wurde 1875 veröffentlicht.
Synonyme sind Agave victoriae-reginae f. variegata hort. (ohne Jahr, nom. inval. ICBN-Artikel 29.1), Agave victoriae-reginae var. compacta hort. (ohne Jahr, nom. inval. ICBN-Artikel 29.1), Agave victoriae-reginae var. stolonifera hort. (ohne Jahr, nom. inval. ICBN-Artikel 29.1), Agave consideranti Duch. (1872), Agave nickelsiae Rol.-Goss. (1895), Agave victoriae-reginae f. nickelsiae (Rol.-Goss.) Trel. (1920), Agave victoriae-reginae var. laxior A.Berger (1912), Agave ferdinandi-regis A.Berger (1915), Agave victoriae-reginae f. dentata Breitung (1960), Agave victoriae-reginae f. latifolia Breitung (1960), Agave victoriae-reginae f. longifolia Breitung (1960), Agave victoriae-reginae f. viridis Breitung (1960), Agave victoriae-reginae f. ornata Breitung (1960, nom. inval. ICBN-Artikel 37.1) und Agave victoriae-reginae f. stolonifera H.Jacobsen (1960, nom. inval. ICBN-Artikel 37.1).
Die Art gehört in die Untergattung Littaea und wird dort der Marginatae-Gruppe zugeordnet. Die große Variationsbreite von Agave victoriae-reginae wird durch introgressive Hybridschwärme mit Agave asperrima und Agave lechuguilla verstärkt.

## Gefährdung
Auf Antrag der Vereinigten Staaten wurde Agave victoriae-reginae am 29. Juli 1983 in den Anhang II des Washingtoner Artenschutzabkommens aufgenommen.

## Nachweise

## Weitere Literatur
- August J. Breitung: Agave victoriae-reginae. In: The Agaves. The Cactus & Succulent Journal Yearbook, 1968, S. 26–27.
- Thomas Heller: Agave victoriae-reginae. In: Agaven. 2. erweiterte Auflage, Münster 2006, ISBN 3937285598, S. 144–145.
- Mary Irish, Gary Irish: Agave victoriae-reginae. In: Agaves, Yuccas, and Related Plants: A Gardener's Guide. Timber Press, 2000, ISBN 0-88192-442-3, S. 176–178, Tafel 47–58.
- Bernd Ullrich: Agave victoriae-reginae T. Moore. In: Kakteen und andere Sukkulenten. Band 41, Nummer 7, 1990, Karteikarte 22.